# Ilir Berisha
Ilir Berisha, ps. „Air Berisha” (ur. 25 czerwca 1991 w Prisztinie) – kosowski i albański piłkarz, w latach 2014–2015 reprezentant Kosowa w piłce nożnej. W 2013 roku otrzymał albańskie obywatelstwo.